# Greg K.
Gregory David Kriesel, bättre känd som Greg K., född 20 januari 1965 i Glendale, Kalifornien, är en amerikansk musiker som är mest känd som den tidigare basisten i punkrockbandet The Offspring. Greg K. grundade 1984 bandet Manic Subsidal tillsammans med barndomsvännen Dexter Holland och efter att ha testat flera medlemmar under några års tid bytte bandet namn 1986 till The Offspring. Greg K. var basist i The Offspring fram till november 2018.
Utöver sin musikkarriär har Greg K. en filosofie kandidatexamen i finans. Han är sedan 1998 gift med Jane och tillsammans har de fyra söner.

## Musikkarriär
Greg K.:s musikkarriär började i ett garageband 1983 i staden Cypress i Orange County, Kalifornien när han och barndomsvännen Dexter Holland började jamma ihop. De tog senare in James Lilja, tidigare medlem i Clowns of Death, i bandet och de valde att döpa sig till Manic Subsidal. Beslutet att skapa ett band från första början kom till sedan Greg K. och Holland inte hade blivit insläppta på en Social Distortion-konsert i Irvine någon gång under antingen 1983 eller 1984. Kort därefter gick även Doug Thompson med i Manic Subsidal som bandets sångare och 1986 bytte de namn från Manic Subsidal till The Offspring. The Offspring skrev på för Nemesis Records och 1989 lanserade de sitt debutalbum The Offspring. 1991 bytte bandet skivbolag till Epitaph Records och de släppte då albumen Ignition (1992) och Smash (1994). I maj 1994 startade Holland och Greg K. skivbolaget Nitro Records; skivbolaget såldes i juli 2013 till Bicycle Music.
The Offspring skrev 1996 på för Columbia Records och på detta skivbolag har de lanserat albumen Ixnay on the Hombre (1997), Americana (1998), Conspiracy of One (2000), Splinter (2003), Rise and Fall, Rage and Grace (2008) och Days Go By (2012). Efter lanseringen av Days Go By avslutade The Offspring sitt samarbete med Columbia Records eftersom de hade uppfyllt alla legala krav som fanns med i deras kontrakt. 
I augusti 2019 lämnade Greg K. in en stämningsansökan mot Holland och Noodles, vilken grundade sig i ett påstått beslut som de hade tagit i oktober 2018 gällande att bannlysa Greg K. från The Offsprings konserter och studiosessioner med start i november 2018. I stämningsansökan antydde Greg K. att Holland och Noodles "utformade en komplott" som avslutade Greg K.:s medverkan i bandet "utan rättvis kompensation". Parterna förlikades senare. Todd Morse, som tidigare varit turnémedlem med The Offspring, tog över rollen som bandets basgitarrist. Greg K.:s sista konsert med The Offspring var under Surf City Blitz-festivalen den 27 oktober 2018 i Huntington Beach, Kalifornien.
Greg K.:s baskunskaper är autodidaktiska och hans favoritlåt att spela med The Offspring var "Self Esteem".

### Instrument
Greg K. använde tidigare en Fender Precision Bass tillsammans med en Gallien-Krueger 400RB-förstärkare innan han gick över till en Ibanez ATK300 med en Gallien-Krueger 2000RB-förstärkare. Han har även använt sig av en specialbyggd Ibanez ATK 1300.

## Utbildning och aktiviteter
Greg K. har en filosofie kandidatexamen i finans och har arbetat i en butik som skapade blåkopior. Innan han och Holland grundade Manic Subsidal tränade Greg K. friidrott vid Pacifica High School i Garden Grove, Kalifornien och han ingick även i skolans matematiklag.

## Privatliv
Greg K. är 185 centimeter lång. Han är sedan 1998 gift med Jane och tillsammans har de fyra söner, varav en av dem heter Michael. Hans far arbetade som investmentbankir och han ville att sonen skulle utbilda sig till advokat. Greg K. har alltid var intresserad av sport och spelade tidigare baseball. Greg K. spelar golf och samlar på hattar. Han har även haft hobbyn att undersöka sädesfältscirklar.